# Сербские погромы в Сараеве
Сербские погромы в Сараеве — полномасштабная акция насилия против сербского населения Сараева 28 и 29 июня 1914 года, явившаяся ответной реакцией на убийство эрцгерцога Франца Фердинанда  сербским гимназистом Гаврилой Принципом. Погром, поддерживаемый австро-венгерским правительством, привёл к этнической розни, беспрецедентной в истории города. Два серба были убиты в первый день погрома в Сараеве, многие подверглись нападению и были ранены; около тысячи домов, школ, магазинов и других заведений, принадлежавших сербам, были разграблены и разрушены.

## Предыстория
Сразу после убийства эрцгерцога Франца Фердинанда боснийским сербом Гаврилой Принципом антисербское настроение по всей Австро-Венгрии вылилось в волну насилия против сербов. В ночь после убийства беспорядки вспыхнули также и на территориях Боснии и Герцеговины и Хорватии, где сербы составляли значительный процент населения. Поскольку Принцип и другие заговорщики были этническими сербами, Австро-Венгерское правительство было убеждено, что за убийством стояло правительство Сербии. Погромы против этнических сербов были устроены непосредственно после убийства и продолжались несколько дней. Они были организованы и поддерживались австро-венгерским губернатором Боснии и Герцеговины Оскаром Потиореком. Первые антисербские демонстрации, проведённые последователями Йосипа Франка, прошли ранним вечером 28 июня в Загребе. На следующий день демонстрации в городе стали более жестокими и стали носить характер погромов. Полиция и местные власти бездействовали.

## Погромы

### 28 июня
Антисербские демонстрации в Сараеве начались 28 июня 1914 года, чуть позже, чем в Загребе. Иван Шарич, помощник римско-католического епископа Боснии Йосипа Стадлера, сочинил антисербские стихотворные гимны, в которых он описывал сербов как «гадюк» и «хищных волков». Толпа хорватов и боснийских мусульман собралась в резиденции Стадлера, Соборе Святейшего Сердца Иисуса. Около 10 часов вечера группа из 200 человек напала и уничтожила Отель Европа, самый большой отель в Сараеве, который принадлежал сербскому купцу Глише Ефтановичу. Толпы направили свой гнев главным образом на сербские магазины, резиденции видных сербов, сербские церкви, школы, банки, сербское культурное общество «Просвета» и редакцию газеты «Srpska riječ». Множество представителей высшего класса Австро-Венгрии, включая офицеров, участвовали в насилии. Два серба были убиты в этот же день.
Вечером того же дня, после краткого вмешательства десяти вооруженных конных солдат, порядок в городе был восстановлен. Ночью было достигнуто соглашение между правительством провинции Боснии и Герцеговины во главе с Оскаром Потиореком, городской полицией и Стадлером с его помощником Шаричем об искоренении «подрывных элементов этой земли». Правительство города издало прокламацию, в которой призвало население Сараева выполнить свою святую обязанность и очистить свой город от позора через искоренение подрывных элементов. Это воззвание было напечатано на плакатах, которые были распространены и развешаны по городу ночью и следующим утром. Согласно заявлению Йосипа Ванцаша, который был одним из подписантов этого соглашения, автор его текста был комиссаром правительства в Сараеве, который составил его на основе соглашения с высшими представителями правительства и барона Колласа.

### 29 июня
29 июня 1914 года 8 часов утра начались более агрессивные выступления, быстро переросшие в погром. Большие группы мусульман и хорватов, кричащие и поющие, собрались на улицах Сараева, неся австрийские флаги, задрапированные черным, и фотографии австрийского императора и убитого эрцгерцога. Перед ними выступили с речами местные политические лидеры, среди которых был и Йосип Ванцаш. Роль Ванцаша в событиях доподлинно неизвестна, однако некоторые из политических лидеров, безусловно, сыграли важную роль в привлечении людей к акции и направляя их против домов и магазинов сербов. После выступлений политиков множество быстро движущихся небольших групп хорватов и мусульман начали нападать на любое имущество сербов в Сараеве, до которого могли добраться. Сначала они напали на сербскую школу, а затем стали громить магазины и другие учреждения и частные дома сербов. Сербский банк был разграблен, в то время как товары, взятые в магазинах и домах сербов были разбросаны на тротуарах и улицах.
Вечером губернатор Потиорек объявил чрезвычайное положение сначала в Сараеве, а затем и в остальных частях провинции. Хотя эти меры и были направлены на борьбу правоохранительных органов с грабежами, они не были полностью успешными, потому что толпы продолжали атаковать сербов и их имущество. В официальных отчётах заявлялось, что сербский православный собор и резиденция митрополита в городе были спасены благодаря вмешательству австро-венгерских сил безопасности. После того, как тела Франца Фердинанда и его жены были перевезены на железнодорожную станцию Сараева, порядок в городе был восстановлен. Кроме того, австро-венгерское правительство издало указ, которым в Сараеве был учреждён специальный трибунал с полномочиями выносить смертные приговоры за насильственные действия, совершенные во время беспорядков.

## Реакция

### Жители Сараева
Группа известных в Сараеве политиков, состоящая из Йозо Сунарича, Шерифа Анрнаутовича и Данило Димовича, которые являлись представителями трёх религиозных общин Сараева, посетила Потиорека и потребовала, чтобы он принял меры для предотвращения нападений на сербов.
Однако в своих отчётах, предоставленных в Вену 29 и 30 июня, Потиорек заявил, что сербские магазины в Сараеве были полностью разрушены и что даже женщины из высшего класса участвовали в актах мародерства и грабежа. Многие жители Сараева, наблюдавшие за происходящим из окон своих домов, аплодировали толпе; таким образом, демонстранты пользовались широкой поддержкой среди несербского населения города.
Писатель Иво Андрич назвал акцию в Сараеве «Сараевским безумием ненависти».

### Южнославянские политики в Австро-Венгрии
Согласно Кристоферу Беннетту, отношения между хорватами и сербами в империи вышли бы из-под контроля, если бы не вмешательство венгерских властей. Словенский консервативный политик Иван Шустершич призывал «разрушить череп этого серба, в котором живёт прожорливая мания величия».
За исключением немногочисленных крайне правых политических сил, южнославянские политические и религиозные деятели Австро-Венгрии, особенно в Далмации, а также мусульманские религиозные лидеры в Боснии и Герцеговине либо воздержались от участия в погромах, либо осудили их, а некоторые из них открыто выразили солидарность с сербским народом, в том числе газета партии права, хорватско-сербская коалиция, католические епископы Алойзие Мишич и Антон Бонавентура Еглич. Ещё до начала июля стало ясно, что антисербская позиция имперского правительства поддерживается только проправительственными реакционными силами, в противовес которым возникла своего рода южнославянская солидарность с сербами, хотя всё ещё в неразвитой форме.
Тем не менее, некоторые исследователи заявляли, что хорватские политические лидеры отличались ожесточенной верностью Австро-Венгрии и отмечали, что хорваты в целом принимали значительно более активное участие в австро-венгерской армии в начале Первой мировой войны, комментируя это высокой долей хорватских бойцов на прифронтовой линии по сравнению с общей численностью населения.

### Газеты и дипломаты
Католическая и официальная пресса в Сараеве ещё больше разжигала беспорядки, публикуя антисербские памфлеты и сплетни, о том, что сербы якобы прячут бомбы. Газеты Сараева писали, что беспорядки против этнических сербов и их имущества напоминали «последствия российских погромов». 29 июня консервативная газета в Вене писала, что «Сараево выглядит как сцена погрома». По некоторым данным, полиция в Сараеве осознанно допустила беспорядки. В некоторых докладах отмечается, что австро-венгерские власти бездействовали, в то время как в Сараеве убивали сербов, а их имущество жгли. Антисербские погромы имели важное влияние на позицию Российской империи. Российская газета писала:

…ответственность за произошедшее лежит не на Сербии, но на тех, кто толкнул Австрию в Боснию… таким образом моральный долг России — защитить славянские народы Боснии и Герцеговины от немецкого ига.
Оригинальный текст (англ.)the responsibility for the events is not on Serbia but on those who pushed Austria into Bosnia so Russia's moral obligation is to protect the Slavic people of Bosnia and Herzegovina from the German yoke.

Согласно одному из русских докладов в одном только Сараеве было разрушено более тысячи домов и магазинов.
Итальянский консул в Сараеве заявил, что события были профинансированы австро-венгерским правительством. Немецкий консул, описывая «ничто иное как друг сербов», сообщил, что Сараево переживает свой собственный день Св. Варфоломея.

## Последствия

### Погромы в других местах
Погромы и демонстрации прошли не только в Сараеве и Загребе, но и других крупных городах Австро-Венгрии, таких как Джяково, Петриня и Славонски-Брод в современной Хорватии; Чаплина, Ливно, Бугойно, Травник, Маглай, Мостар, Зеница, Тузла, Добой, Вареш, Брчко и Шамац в современной Боснии и Герцеговине. Попытки австро-венгерского правительства организовать беспорядки в Далмации не увенчались успехом, так как только небольшое количество людей приняло участие в демонстрациях в Сплите и Дубровнике, а в Шибенике было разграблено несколько магазинов.

### Шутцкорпс
Австро-венгерские власти в Боснии и Герцеговине арестовали и экстрадировали около 5,5 тысяч сербов; от 700 до 2,2 тысяч из них умерли в тюрьме. 460 сербов были приговорены к смерти; в то же время был образован специальный корпус полиции для гонения сербов,  состоявший преимущественно из мусульман и известный как «Шутцкорпс». Вследствие этого более 5,2 тысяч семей были изгнаны из Боснии и Герцеговины. Это было первым гонением на жителей Боснии и Герцеговины из-за их национальности и «зловещим предвестником грядущего».

## Галерея
|                                                           |  |                                              |  |                                                                              |  |                                                |
| Опустошённые и разграбленные магазины сербов на Башчаршии |  | Сербская школа, пострадавшая в ходе погромов |  | Разрушенные гаражи и автопарк отеля «Европа», принадлежавшего сербской семье |  | Разграбленное сербское ателье по пошиву одежды |